# Даніеле Фінці Паска
Даніеле Фінці Паска (10 січня 1964 року, Луґано) — італійський режисер, письменник, хореограф, клоун. Постановник церемонії Церемонії закриття зимових Олімпійських ігор 2014.
Даніеле Фінці Паска народився 10 січня в Луґано в 1964 року в сім'ї фотографів. Його дитинство пройшло в сімейній фотолабораторії, де працювали батько, дід і прадід. У цирковій світ він прийшов через гімнастику, а перші кроки на арені зробив під керівництвом клоуна Фері. У 1983 році Даніеле поїхав до Індії, де брав участь у волонтерській програмі допомоги невиліковно хворим людям. Повернувшись до Швейцарії, разом зі своїм братом Марко і Марією Бонзаніго, він заснував Театр Суніл, в постановках якого поєднуються акторська гра, клоунада і танець. Самі засновники називають цю театральну техніку «театром ласки».